# Bitch Magnet
Bitch Magnet was een Amerikaanse posthardcore band, die in 1986 werd geformeerd aan het Oberlin College in Ohio en later naar North Carolina verhuisde. Ze brachten hun eerste plaat uit in 1988. Alle volledige albums van de band werden uitgebracht bij Communion Records in de Verenigde Staten. Ze werden ook gecontracteerd door de Europese labels Shigaku/What Goes On en Glitterhouse. De band ging in 1990 uit elkaar. Frontman Sooyoung Park vormde later de band Seam met Mac McCaughan (van Superchunk) en Lexi Mitchell. Park speelde ook gitaar in Ee. David Grubbs, een van de oprichters van Squirrel Bait, was kort lid van de band en leidde ook Bastro. Orestes Morfin ging drummen voor Walt Mink en God Rifle. Jon Fine formeerde Vineland en Coptic Light en was kort toergitarist voor Don Caballero.

## Bezetting
Laatste bezetting
- Sooyoung Park (leadzang, basgitaar, 1986–1990, 2011–2012)
- Jon Fine (gitaar, 1986–1990, 2011–2012)
- Orestes Morfín (alias Orestes Delatorre) (drums, 1987–1990, 2011–2012)

Voormalige leden
- Jay Oelbaum (drums, 1986–1987)
- David Grubbs (gitaar, 1989)
- David Galt (gitaar, 1989)
- Pete Pollack (drums, 1990)

## Geschiedenis
Op 31 maart 2011 kondigde Bitch Magnet aan dat de bezetting van Fine, Morfin and Park - de oorspronkelijk opgenomen bezetting van de band - zou worden herenigd om op te treden op het All Tomorrow's Parties festival Nightmare Before Christmas, dat in december 2011 in het Verenigd Koninkrijk werd gehouden. Naast optreden op ATP speelde de band ook shows in Londen, Brussel, Keulen en in Nederland in de Groningse Vera club. De band speelde zijn eerste reünieshows in november 2011 in Azië, in Seoul en Tokio. In het voorjaar van 2012 speelde Bitch Magnet extra shows in Tokio, Singapore, Hong Kong en Manilla. Het sloot zijn reünie af met een tournee door Amerika in de herfst van 2012, met optredens in Seattle, San Francisco, twee shows in New York en de laatste show in Chicago, in de Empty Bottle. De drie albums van Bitch Magnet werden op 6 december 2011 opnieuw uitgebracht door Temporary Residence Limited als een luxe limited edition triple-lp set en als een triple cd. De heruitgaven omvatten niet-lp-nummers en niet eerder uitgebrachte opnamen die eind 2010 met John Congleton werden geremixt.

## Discografie

### Albums
- 1989: Umber
- 1990: Ben Hur

### Ep's en singles
- 1988: Star Booty (1988)
- 1990: Valmead/Pea - split met Codeine (Glitterhouse Records, ook uitgebracht als 12" met live versies van Big Pining en Navajo Ace)
- 1990: Mesentery & Motor/Big Pining (alternatieve versie) (Waterfront Records)
- 1990: Sadie/Where Eagles Fly (cover van The Misfits song Where Eagles Dare) opgenomen in beperkte oplage van Ben Hur lp
- 1991: Sadie/Ducks and Drakes (live) (Caff Records)

### Compilaties
- 1991: Endangered Species, een 6 record boxset compilatie van 7" singles, uitgebracht bij Glitterhouse, bevat een track door Bitch Magnet: White Piece of Bread (alternatieve kant met Bullet LaVolta's Hello There)
- 2011: Bitch Magnet, Een triple-cd set bevat Ben Hur met White Piece of Bread en Sadie, Umber met Motor (alternate mix) en Star Booty met de alternatieve versie van Sadie en vier andere Umber songs. ook uitgebracht als een triple-lp set.  (Temporary Residence Limited)

### muziekvideo's
- 1990: Mesentery